# Gruzínská Wikipedie
Gruzínská Wikipedie (gruzínsky ქართული ვიკიპედია) je jazyková verze Wikipedie v gruzínštině. V lednu 2022 obsahovala přes 158 000 článků a pracovali pro ni 4 správci. Registrováno bylo přes 136 000 uživatelů, z nichž bylo asi 240 aktivních. V počtu článků byla 56. největší Wikipedie.